# Симфонія № 1 (Дворжак)
Симфонія № 1 до мінор op. 3, «Злоніцькі дзвони» (чеськ. Zlonické zvony) — симфонія Антоніна Дворжака, написана у 1865 році.
Складається з чотирьох частин:
1. Maestoso — Allegro
2. Adagio molto
3. Allegretto
4. Finale (Allegro animato)